# Ruta Estatal de California 96
La Ruta Estatal de California 96, y abreviada SR 96 (en inglés: California State Route 96) es una carretera estatal estadounidense ubicada en el estado de California. La carretera inicia en el Oeste desde la SR 299     en Willow Creek hacia el Este en la I 5     cerca de Yreka. La carretera tiene una longitud de 235,8 km (146.519 mi). Esta ruta forma parte del Sistema Estatal de Carreteras Escénicas de California.

## Mantenimiento
Al igual que las autopistas interestatales, y las rutas federales y el resto de carreteras estatales, la Ruta Estatal de California 96 es administrada y mantenida por el Departamento de Transporte de California por sus siglas en inglés Caltrans.

## Cruces
La Ruta Estatal de California 96 es atravesada principalmente por la .